# Detaille (maison de parfum)
Detaille est une maison de parfum et de cosmétiques fondée à Paris en 1905. 

## Origines
Épouse de Jean-Baptiste-Charles Detaille (1852-1894), le frère du célèbre peintre Édouard Detaille, la « comtesse de Presles », l'une des figures de l'élégance à la Belle Époque, férue d'automobile et première femme à en conduire une, demande au chimiste Marcellin Berthelot de concevoir pour elle un lait hydratant pour le visage : le « Baume Automobile » (un mélange d'oxyde de zinc et de protéines de blé) devient célèbre et est lancé en 1905 par la comtesse et sa fille Suzanne Detaille. Il est le premier produit conçu par la Maison Detaille, qui ouvre boutique à Paris, rue Saint-Lazare.
Parmi les clients célèbres, le maréchal Lyautey qui fait fabriquer une eau de toilette adaptée à sa peau, mais aussi les reines Astrid de Belgique et Marie de Yougoslavie dont les archives de la maison porte trace de commandes : la gamme s'enrichit dans les années 1920 et 1930 de nombreuses fragrances et de crèmes de soin.

## Catalogue (extrait)
- La maison Detaille est l'une des dernières en France, avec Caron, à fabriquer de la véritable poudre de riz.

- Le parfum « Aéroplane » (1927), créé en hommage à Charles Lindbergh.